# Autoput A9
Die Autoput A9, auch Autoput Pančevo–Vatin genannt, ist eine geplante Autobahn in Serbien. Sie wird nach der Fertigstellung von der Hauptstadt Belgrad bis zur rumänischen Grenze bei Vatin führen. Bezugnehmend auf die Europastraßennummer wird die Strecke von serbischen Behörden auch als E 70 bezeichnet. Bis zum Jahr 2023 war es geplant, die Autobahn als Schnellstraße Brzi put 10 zu realisieren. Mit der Verordnung über die Klassifizierung der Nationalstraßen vom Oktober 2023 wurde bekanntgegeben, das die Schnellstraße zur Autobahn ausgebaut werden soll und die Nummer A9 erhält.

## Bedeutung
Mit der Realisierung der Autobahn würde Serbien einen großen Anteil des Verkehrs des Paneuropäischen Verkehrskorridors IV aufnehmen, der der größte Konkurrent des Paneuropäischen Verkehrskorridors X ist. Zugleich soll die Autobahn eine Verbindung zwischen diesen beiden Korridoren sein und nach einem Plan der rumänischen Regierung ein Teilstück der Autobahn von Belgrad bis Timișoara werden.

## Planungsfortschritt
Die zukünftige Autobahn soll parallel zur bestehenden Fernverkehrsstraße verlaufen und an der rumänischen Grenze enden. Mit einem täglichen Verkehrsaufkommen von 5.000 bis 7.000 Fahrzeugen stellt die derzeitige Straße eine wichtige Verbindung zwischen der serbischen Hauptstadt Belgrad und Rumänien dar. Von Baukosten in der Höhe von 334 Mio. Euro war im Dezember 2009 die Rede. Nach Ansicht des serbischen Infrastrukturministers Milutin Mrkonjić besitzt der Bau des Abschnittes die gleiche Bedeutung wie der Ausbau des Paneuropäischen Verkehrskorridors X durch Serbien. Mittlerweile (Oktober 2013) werden für den Bau dieser 92 Kilometer langen Autobahn Kosten in Höhe von 570 Millionen Euro geschätzt. Es wurde mit der Erstellung der Projektunterlagen begonnen. Um die Projektierungsphase zu beschleunigen, arbeitet die serbische Regierung mit den örtlichen Behörden der Städte und Ortschaften entlang der Strecke zusammen. Der 31 Kilometer lange Abschnitt vom Autobahnkreuz Bubanj Potok bei Belgrad bis zur Anschlussstelle Pančevo wird als Sektor C der Belgrader Ringautobahn realisiert.